# Circus Renz

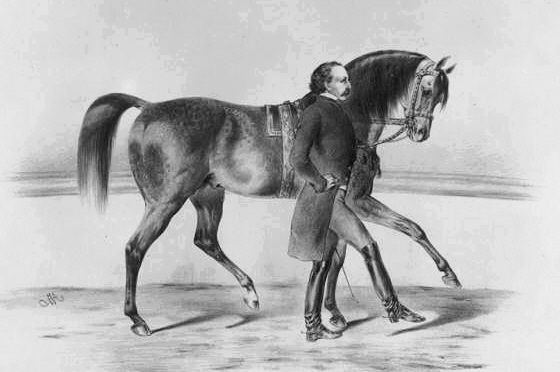
Oprichter Ernst Jakob Renz (1815-1892).

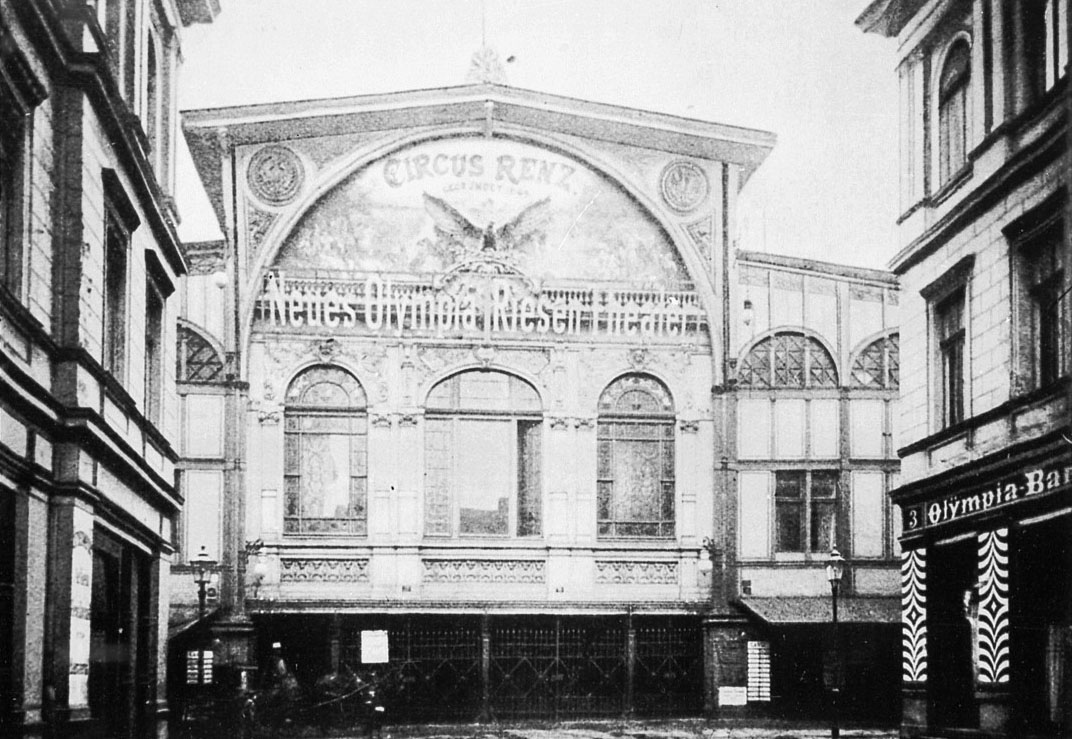
Het latere Friedrichstadt-Palast in Berlijn dat tussen 1879 en 1897 dienst deed als theater van Circus Renz (foto uit 1898).

Circus Renz was een Duits circus in de 19e eeuw. Het circus bezat op het hoogtepunt gebouwen in Berlijn, Hamburg, Bremen, Breslau en Wenen, van waaruit het voorstellingen verzorgde.
Ernst Jakob Renz (1815-1892) richtte het circus in 1842 op onder de naam Circus Olympic. In 1850 werd het hernoemd in Circus Renz. Het groeide daarna uit tot bekendste circus van Europa. Nadat het oorspronkelijke pand in Berlijn moest worden afgebroken vanwege de aanleg van station Berlin Friedrichstraße, trok de onderneming in in een voormalige markthal (het latere Friedrichstadt-Palast).
Nadat Renz in 1892 overleed, werd het circus in 1897 door zijn zoon Franz Renz opgeheven wegens financiële problemen.
In de twintigste en eenentwintigste eeuw trekken door Duitsland en Nederland verschillende circussen die een familieband met Ernst Jakob Renz claimen, zoals Circus Herman Renz, Circus Renz Berlin en Circus Renz International.